# Сарыгин, Александр Васильевич
Алекса́ндр Васи́льевич Сары́гин (9 ноября 1920 — 11 июля 1960) — советский лётчик-испытатель, полковник ВВС СССР. Герой Советского Союза (1957), заслуженный лётчик-испытатель СССР (1959).

## Биография

Могила Сарыгина на Новодевичьем кладбище Москвы.

Родился 9 ноября 1920 года в селе Таганай Болотнинской волости Томского уезда Томской губернии (ныне Болотнинский район, Новосибирская область) в семье рабочего. Окончил 11 классов средней школы, затем Кемеровский аэроклуб.
В РККА с 1938 года. В 1940 году окончил Новосибирскую военно-авиационную школу пилотов. Затем работал в ней инструктором.
В боях Великой Отечественной войны с 1942 года. Сражался в 241-й авиационной дивизии пикирующих бомбардировщиков. Воевал на Калининском, Центральном и 1-м Белорусском фронтах. Участвовал в битве на Курской дуге, освобождении Белорусской ССР и Польши, а также в Берлинской операции. Совершил 148 боевых вылетов на самолётах СБ и Пе-2.
В 1945 году окончил курсы при Грозненском военном авиационном училище, затем — на лётно-испытательной работе в НИИ ВВС. В 1952 году на самолёте Ту-4 участвовал в испытаниях крыльевой системы заправки топливом в полёте.
Указом Президиума Верховного Совета СССР от 9 сентября 1957 года за освоение новой военной техники и проявленные при этом мужество и героизм полковнику Александру Васильевичу Сарыгину присвоено звание Героя Советского Союза.
Жил в посёлке Чкаловский (Московская область) (в черте города Щёлково). Скончался 11 июля 1960 года после тяжёлой болезни. Похоронен в Москве на Новодевичьем кладбище (участок 8).

## Награды и звания
- Медаль «Золотая Звезда» № 11105[1];
- два ордена Ленина (17 июня 1943 года, 9 сентября 1957 года);
- три ордена Красного Знамени (26 августа 1942 года, 28 октября 1943 года, 22 февраля 1955 года);
- орден Александра Невского (10 мая 1945 года);
- два ордена Красной Звезды;
- Заслуженный лётчик-испытатель СССР (7 октября 1959 года);
- другие награды.

## Память
- В посёлке Чкаловский, на доме, в котором жил герой, установлена мемориальная доска.
- Имя Сарыгина носит Таганаевская средняя школа; его именем названы улицы в городах Кемерово[2], Прокопьевск (Кемеровская область), Болотное (Новосибирская область), село Таганай, Болотнинского района, Новосибирской области В селе Таганай, Болотнинского района, Новосибирской области стоит дом в котором первые 18 лет жил Сарыгин.